# Удере Канкарафу
Удере Канкарафу (фр. Oudéré Kankarafou; нар. 8 грудня 1983) — французький легкоатлет, який спеціалізувався в бігу на короткі дистанції.

## Спортивні досягнення
Чемпіон світу з естафетного бігу 4×100 метрів (2005, виступав у попередньому забігу).
Представляв Францію у змаганнях з естафетного бігу 4×100 метрів на Кубку світу (2006), де посів 7-е місце.
Бронзовий призер з естафетного бігу 4×100 метрів на чемпіонаті Європи (2006).
Чемпіон Європи серед молоді з бігу на 100 метрів та з естафетного бігу 4×100 метрів (2005).